# إجراء سحب الثقة في الولايات المتحدة

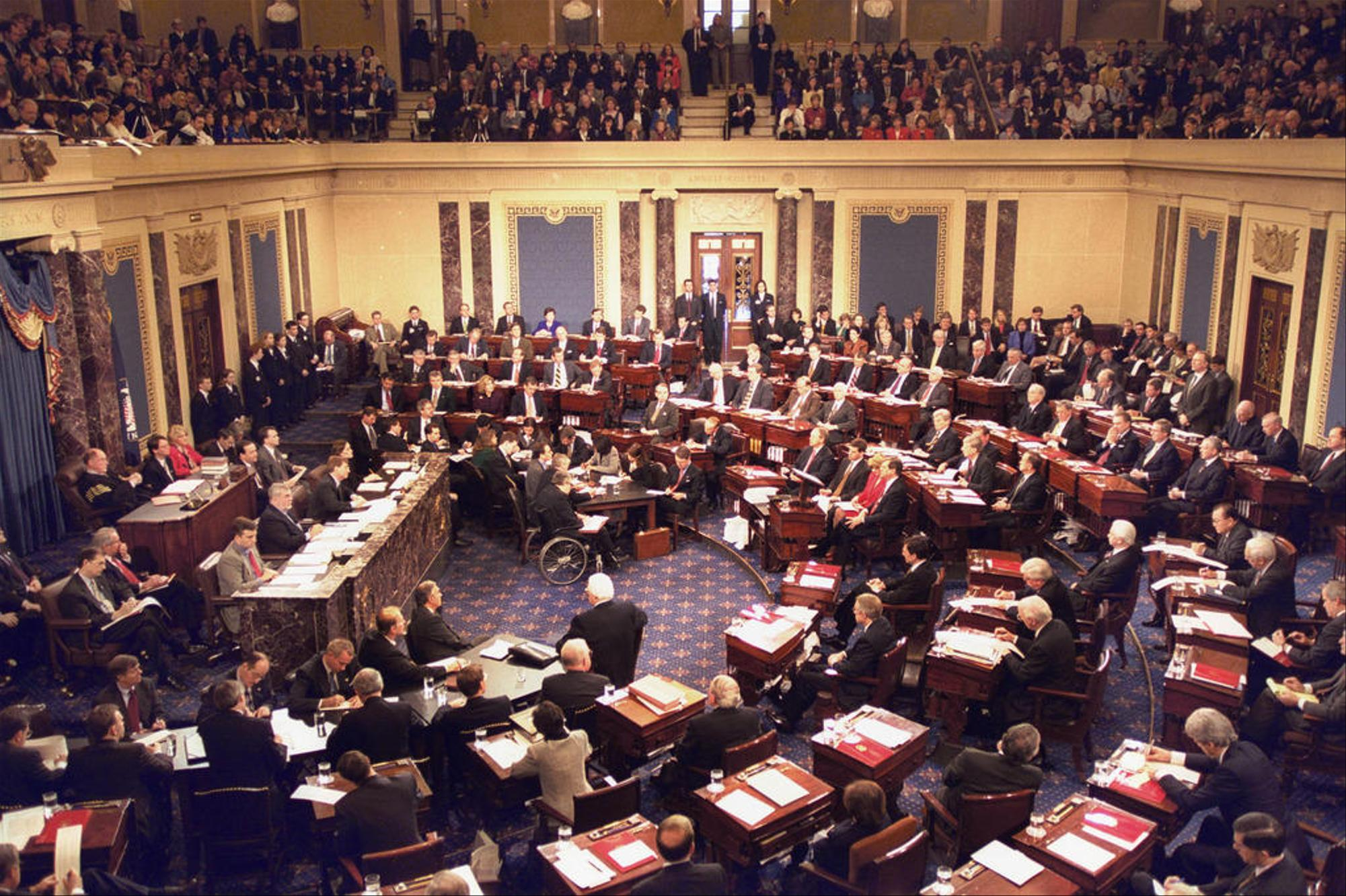

إجراء سحب الثقة في الولايات المتحدة هو العملية التي من خلالها توجه سلطة تشريعية (عادة ما تكون في صيغة مجلس أدنى) تهمًا ضد موظف مدني في الحكومة عن جرائم يُزعم أنها ارتكبت، مثل تقديم لائحة اتهام من قبل هيئة محلفين كبرى. قد يحدث العزل على المستوى الفيدرالي أو على مستوى الولاية. يمكن لمجلس النواب ألأمريكي الفيدرالي أن يعزل المسؤولين الفيدراليين، بما في ذلك الرئيس، ويمكن للمجلس التشريعي لكل ولاية أن يعزل المسؤولين الحكوميين، بما في ذلك الحاكم تماشيًا مع الدستور الفيدرالي أو الخاص بالولاية.
ترتبط معظم عمليات العزل بجرائم زُعم ارتكابها أثناء تولي الرئيس المنصب، على الرغم من وجود عدد قليل من الحالات التي اتهم فيها مسؤولون وأدينوا بجرائم ارتكبت قبل توليهم المنصب. يبقى المسؤول المعزول في منصبه حتى يحاكَم. هذه المحاكمة، وإقالته من منصبه في حال أدين، منفصلان عن فعل العزل نفسه.
في إجراءات العزل، لا يتعرض المدعى عليه لخطر مصادرة حياته أو حريته أو ملكياته. ووفقًا للدستور، العقوبات الوحيدة التي يسمح بها مجلس الشيوخ هي الإقالة من المنصب وعدم الأهلية لشغل أي منصب فيدرالي في المستقبل.

## العزل الفيدرالي

### أحكام دستورية
ثمة عدة أحكام في دستور الولايات المتحدة تتعلق بالعزل:

تنص المادة 1، القسم 2، الفقرة 5، على ما يلي: 
يختار مجلس النواب رئيسه وأعضاء مكتبه الآخرين، وتكون له السلطة الحصرية في العزل
تنص المادة 1، القسم 3، الفقرتان 6 و7 على ما يلي: 
تكون لمجلس الشيوخ السلطة الحصرية في إجراء محاكمات العزل جميعها. عند انعقاد جلسة لهذا الغرض، يجب على المجلس تأدية القسم أو الشهادة في المحكمة. عند محاكمة رئيس الولايات المتحدة، يترأس ذلك رئيس القضاة، ولا يُدان أي شخص دون موافقة ثلثي الأعضاء الحاضرين. لا يمتد الحكم في قضايا الاتهام إلى ما هو أبعد من الإقالة من منصبه وإلغاء الأهلية لشغل أي منصب شرف والتمتع به أو صندوق ائتماني أو مؤسسات ربحية تخضع للولايات المتحدة، غير أن الطرف المدان سيكون على الرغم من ذلك مسؤولًا وخاضعًا للاتهام والمحاكمة والحكم والعقاب، وفقًا للقانون.
تنص المادة 2، القسم 2، على ما يلي: 
تكون ]للرئيس[ .... سلطة منح قرارات العفو والعفو عن الجرائم التي ترتكب ضد الولايات المتحدة، باستثناء حالات العزل. 
تنص المادة 2، القسم 4، على ما يلي:
يُعزل الرئيس ونائب الرئيس وجميع الموظفين المدنيين في الولايات المتحدة من مناصبهم عند توجيه تهم الخيانة أو الرشوة أو الجرائم الكبرى أو الجنح الأخرى والإدانة بها.

### المخالفات التي يمكن أن توجّه لها تهم: «الخيانة، الرشوة، أو غيرها من الجرائم والجنح»
يقصِر الدستور أسباب العزل على «الخيانة والرشوة والجرائم المرتكبة والجنح الأخرى». لم يُعرَّف المعنى الدقيق لعبارة «الجرائم الكبرى والجنح» في الدستور نفسه.
«الجرائم الكبرى والجنح»، في اللغة القانونية والعامة في إنجلترا القرنين السابع عشر والثامن عشر، هي نشاط فاسد من قبل أولئك الذين لديهم واجبات خاصة غير متقاسَمة مع أشخاص عاديين. إبان نهاية القرن الثامن عشر، اكتسبت «الجرائم الكبرى والجنح» معنى أكثر تقنية. كما يقول بلاكستون في تعليقاته: إن الجنحة الأولى والرئيسية الكبرى ... كانت سوء إدارة مثل هذه المناصب العليا كما يكون الحال في المناصب التي تنال ثقة الجماهير والتوظيف. 
لا تتماشى الفكرة القائلة أن السلوك الإجرامي فقط يمكن أن يشكل سببًا كافيًا للإقالة مع وجهات نظر المؤسسين أو مع الممارسة التاريخية. وصف أليكساندر هاميلتون، في الفيدرالية 65، الجرائم التي يمكن اتهامها بأنها ناشئة عن «سوء تصرف الرجال العاملين، أو بعبارة أخرى من الإساءة لثقة الجماهير أو خيانتها». كانت هذه الجرائم «سياسية، لأنها تتعلق بشكل رئيسي بالأضرار التي لحقت بالمجتمع نفسه مباشرة». وفقًا لهذا المنطق، السلوك المتهم يمكن أن يشتمل على سلوك ينتهك واجب المسؤول تجاه الدولة، حتى لو لم يكن هذا السلوك بالضرورة جريمة جنائية». في الواقع، منح مجلسا الكونغرس في الماضي عبارة «جرائم كبرى وجنح» قراءة موسعة، حيث خلصوا إلى أن الجرائم القابلة للاتهام يجب ألا تقتصر على السلوك الإجرامي».  
أيضًا تشير الأهداف التي تقوم عليها عملية العزل إلى أن النشاط غير الإجرامي قد يشكل أسبابًا كافية للإقالة. الغرض من العزل ليس فرض عقوبة شخصية على النشاط الإجرامي. وبدلًا من ذلك، فإن العزل أداة «علاجية»، وتعمل بصورة فعالة على «الحفاظ على حكومة دستورية» عن طريق إقالة الأفراد غير المؤهلين للمنصب. تشتمل أسباب العزل إساءة استخدام سلطات معينة للمنصب الحكومي أو انتهاك «ثقة الجماهير»، وهو سلوك من غير المحتمل أن يمنعه القانون. 
عند وضع بنود العزل، لم يركز مجلس النواب على السلوك الإجرامي. وَجّهت أقل من ثلث المواد التي اعتمدها مجلس النواب صراحة تهم انتهاك قانون جنائي واستخدمت كلمة «إجرامي» أو «جريمة» لوصف السلوك المزعوم. وُجهت تهم لمسؤولين وعزلوا من مناصبهم بسبب السُكر أو اتخاذ قرارات منحازة أو حث الأطراف على الدخول في معاملات مالية، وجميع هذه التهم ليست إجرامية بشكل خاص. استندت مادتين ضد الرئيس أندرو جونسون إلى خطاب وقح انعكس بشكل سيئ على المنصب: قام الرئيس جونسون «بتسريحات» تنتقد الكونغرس وتشكك في سلطته التشريعية وترفض اتباع القوانين وتحويل الأموال المخصصة في قانون مخصصات الجيش، جعل كل منها الرئاسة «موضع ازدراء وسخرية وعار». وُجهت تهم لعدد من الأفراد بسبب سلوك لا يتوافق مع طبيعة المنصب الذي يشغله. تطرقت بعض عمليات العزل، جزئيًا على الأقل، إلى سلوكيات الأفراد قبل توليهم مناصبهم: على سبيل المثال، تتعلق المادة الرابعة ضد القاضي توماس بورتيوس بتصريحات كاذبة لمكتب التحقيقات الفيدرالي ومجلس الشيوخ في ما يتعلق بترشيحه وتأكيده للمحكمة.
من ناحية أخرى، رفضت الاتفاقية الدستورية اللغة التي كانت ستسمح بالعزل بسبب «سوء الإدارة»، إذ حاجج ماديسون بأن «مصطلحًا غامضًا سيكون مكافئًا لمدة الولاية أثناء متعة مجلس الشيوخ». 
وقد حذرت مواد الكونغرس من أن أسباب العزل «لا يمكن إدراجها بشكل دقيق ومنطقي ضمن تصنيفات» لأن إجراء العزل يهدف إلى «الوصول إلى مجموعة واسعة من السلوكيات الخطيرة للمسؤولين وغير المتوافقة مع واجبات المنصب». حدد الكونغرس ثلاثة أنواع عامة من السلوكيات التي تشكل أرضية للعزل، على الرغم من أنه لا ينبغي فهم هذه التصنيفات على أنها شاملة:
1. تجاوز سلطات المنصب أو إساءة استخدامها
2. سلوك لا يتوافق مع وظيفة وغرض المنصب
3. إساءة استخدام المنصب لغرض غير لائق أو لتحقيق مكاسب شخصية.

على العكس من ذلك، ليست جميع السلوكيات الإجرامية قابلة لأن توجَّه لها تهم: في عام 1974، رفضت اللجنة القضائية مادة اتهام ضد الرئيس نيكسون تدعي أنه قام باحتيال ضريبي، وذلك في المقام الأول لأنه «يتعلق بسلوك الرئيس الخاص، وليس بإساءة استخدام سلطته كرئيس».
وقد اقترح العديد من المعلقين أن الكونغرس وحده قد يقرر لنفسه ما يشكل «جريمة كبرى أو جنحة»، خاصة وأن المحكمة العليا قررت في قضية نيكسون ضد الولايات المتحدة أنها لا تملك السلطة لتحديد إذا ما كان مجلس الشيوخ «حاكَم» بصورة لائقة المدعى عليه أم لا.